# Округ Кежмарок
Округ Кежмарок (слч. Okres Kežmarok) округ је у Прешовском крају, у Словачкој Републици. Административно средиште округа је град Кежмарок.

## Географија
Налази се у западном дијелу Прешовског краја.
Граничи:
- на сјеверу је Пољска,
- сјевероисточно Округ Стара Љубовња,
- источно Округ Сабинов,
- западно Округ Попрад,
- јужно Округ Љевоча.

Клима је умјерено континентална.

## Становништво
| Година:    | 1994.  | 2004.    | 2014.    | 2024.   |
| ---------- | ------ | -------- | -------- | ------- |
| Број људи: | 58 966 | 65 129   | 72 570   | 75 862  |
| Разлика:   |        | +10,45 % | +11,42 % | +4,53 % |

| Година:    | 2023.  | 2024.   |
| ---------- | ------ | ------- |
| Број људи: | 75 188 | 75 862  |
| Разлика:   |        | +0,89 % |

Према подацима о броју становника из 2011. године округ је имао 70.845 становника. Словаци чине 79,15% становништва.
| Етнички састав (2011)‍ | Етнички састав (2011)‍ | Етнички састав (2011)‍ | Етнички састав (2011)‍ | Етнички састав (2011)‍ |
| --------------------- | --------------------- | --------------------- | --------------------- | --------------------- |
|                       |                       |                       |                       |                       |
| Словаци               | Словаци               |                       | 0                     | 79,15%                |
| Роми                  | Роми                  |                       | 0                     | 11,46%                |
| остали, непознато     | остали, непознато     |                       | 0                     | 9,39%                 |

## Насеља
У округу се налази три града и 39 насељених мјеста. Градови су Кежмарок, Спишка Бела и Спишка Стара Вес.